# La Chaux-du-Milieu
La Chaux-du-Milieu je obec v kantonu Neuchâtel na západě Švýcarska. Má 492 obyvatel.

## Geografie
La Chaux-du-Milieu leží v nadmořské výšce 1081 metrů, vzdušnou čarou 6 km jihozápadně od města Le Locle. Zemědělská obec se rozkládá na severovýchodě vysoko položeného údolí Vallée de la Brévine v Neuchâtelském Jurovi, na severním úpatí antiklinály Grand Som Martel.
Území obce o rozloze 17,3 km² pokrývá celou východní část údolí Vallée de la Brévine, které zde má 500 až 1000 m široké ploché dno údolí. To tvoří na různých místech rašeliniště, včetně největšího Marais Rouge. Daleko na východě se dno obce rozprostírá do výšin Petit Calirou (1155 m n. m.) a Grand Som Martel, kde se nachází nejvyšší bod La Chaux-du-Milieu (1300 m n. m.). Na jihu oblast zasahuje až k antiklinále oddělující Vallée de la Brévine od Vallée des Ponts (v Haut des Joux 1275 m n. m.). Pohoří je zčásti zalesněné, zčásti zabírají rozsáhlé jurské vysokohorské pastviny s typickými mohutnými smrky, které stojí buď jednotlivě, nebo ve skupinách. V roce 1997 tvořila zastavěná plocha 3 % rozlohy obce, lesy a lesní plochy 49 % a zemědělské plochy 48 %.
La Chaux-du-Milieu zahrnuje vesnice a osady Le Cachot de Vent (1074 m n. m.), Le Cachot (1073 m n. m.), Le Cachot de Bise (1070 m n. m.), centrální obec La Chaux-du-Milieu, La Forge (1069 m n. m.), La Clef d'E. ), Le Cachot de Bise (1070 m n. m.), centrální obec La Chaux-du-Milieu, La Forge (1069 m n. m.), La Clef d'Or (1069 m n. m.) a Le Quartier (1089 m n. m.), která leží na západním úpatí Grand Som Martel. Četné jednotlivé farmy jsou roztroušeny ve vysokém údolí a na výšinách Jury. Sousedními obcemi La Chaux-du-Milieu jsou La Brévine, Les Ponts-de-Martel, Le Locle a Le Cerneux-Péquignot.

## Historie
První písemná zmínka o obci pochází z roku 1310 pod názvem calvum de Escoblon, odvozeným od latinského slova calvus (lysý). Pozdější názvy obce byly La Chaux de Cachot a Chaux Baussan. Na počátku 14. století propůjčila hrabata z Neuchâtelu půdu v La Chaux-du-Milieu obyvatelům francouzského Morteau, kteří následně tuto oblast obdělávali. V 16. století se přistěhovali také osadníci z Le Locle.
Oblast La Chaux-du-Milieu byla od první zmínky pod svrchovaností hrabství Neuchâtel. Od roku 1648 byl Neuchâtel knížectvím a od roku 1707 byl personální unií připojen k Pruskému království. V roce 1806 bylo území postoupeno Napoleonovi a v roce 1815 v rámci Vídeňského kongresu dostalo do Švýcarské konfederace, přičemž pruští králové zůstali až do Neuchâtelské smlouvy z roku 1857 také knížaty Neuchâtelu. Od roku 1825 tvoří La Chaux-du-Milieu samostatnou politickou obec.

## Obyvatelstvo
| Vývoj počtu obyvatel | Vývoj počtu obyvatel | Vývoj počtu obyvatel | Vývoj počtu obyvatel | Vývoj počtu obyvatel | Vývoj počtu obyvatel | Vývoj počtu obyvatel | Vývoj počtu obyvatel | Vývoj počtu obyvatel | Vývoj počtu obyvatel |
| -------------------- | -------------------- | -------------------- | -------------------- | -------------------- | -------------------- | -------------------- | -------------------- | -------------------- | -------------------- |
| Rok                  | 1850                 | 1860                 | 1900                 | 1910                 | 1950                 | 1970                 | 1990                 | 2000                 |                      |
| Počet obyvatel       | 805                  | 954                  | 893                  | 661                  | 462                  | 336                  | 422                  | 398                  |                      |

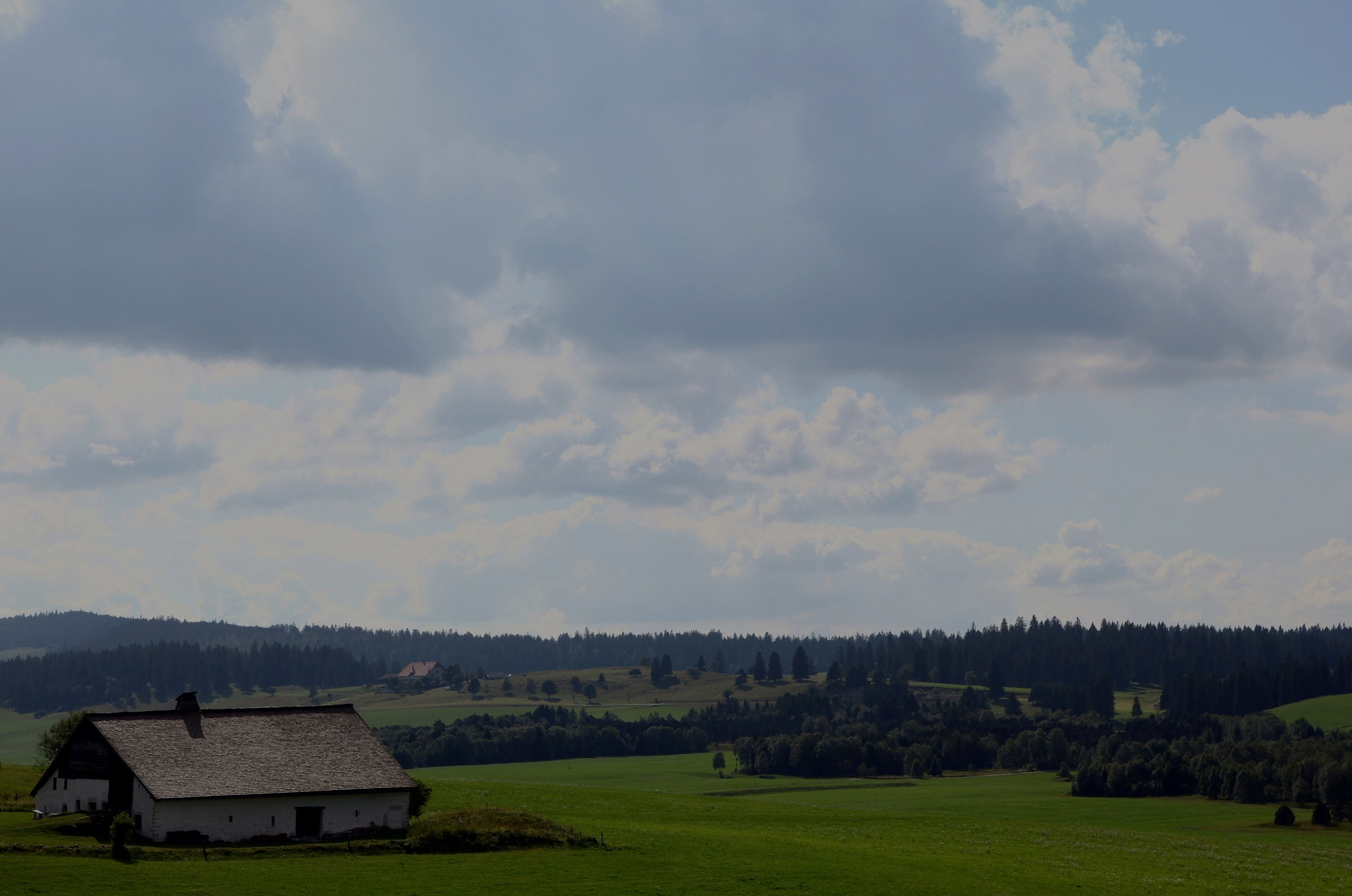
Typická krajina okolí obce

V obci žije 513 obyvatel (k 31. prosinci 2021). Z celkového počtu obyvatel 97,7 % hovoří francouzsky, 1,0 % německy a 0,5 % srbochorvatsky (stav v roce 2000). Do roku 1860 se počet obyvatel La Chaux-du-Milieu zvýšil na 954, poté bylo zaznamenáno silné vystěhovalectví (v roce 1970 pouze 336 obyvatel). Od té doby byl opět zaznamenán mírný nárůst poté, co obec vytvořila nové stavební zóny.

## Hospodářství
La Chaux-du-Milieu je stále převážně zemědělskou obcí s převažujícím chovem dobytka a mlékárenstvím. Určitý význam má také výroba sýrů a lesnictví. Od 18. století se v Marais Rouge těžila rašelina, jejíž těžba byla ukončena v roce 1991. Na konci 19. století zažilo La Chaux-du-Milieu hospodářský rozmach, když dvě továrny na výrobu hodin poskytly mnoho pracovních míst a nahradily dříve rozšířené domácí předení a krajkářství.

## Doprava
Obec leží mimo hlavní průjezdní komunikace na kantonální silnici z La Brévine do Le Locle. La Chaux-du-Milieu je napojeno na síť veřejné dopravy prostřednictvím poštovních autobusových linek Neuchâtel – Les Ponts-de-Martel – Le Locle a Le Locle – La Brévine.